# Ynys Cantwr
Ynys Cantwr est une île du pays de Galles située dans le Pembrokeshire, au sud de l'île de Ramsey.

## Étymologie
Le nom de l'île est composé des mots gallois ynys (« île ») et cantwr (« præcentor, chantre »).